# HEART to HEART!
《HEART to HEART!》是μ's的单曲，于2015年10月28日由Lantis发行。

## 概要
手机游戏《Love Live! 学园偶像祭》联动单曲，也是μ's的第二首手游联动单曲，为纪念全世界游戏玩家突破1500万人以及日本国内玩家突破1100万人而推出。歌曲的名称在2015年东京电玩展上公布，并于同年10月15日在游戏中先行发布。初回生产限定版附赠了《Love Live! 学园偶像祭》的人物兑换码（共3种，每种3名角色）。
单曲发行首周，在Oricon公信榜上排名第3位；当月销量位列Oricon公信榜第10位。

## 收录曲目
括号中的中文翻译仅供参考，并非官方翻译。
1. HEART to HEART!
  - 作词：畑亞貴，作曲、编曲：西冈和哉（日语：西岡和哉）
2. （正因为是暴风雨中的爱恋）
  - 作词：畑亞貴，作曲、编曲：酒井陽一（日语：酒井陽一）
3. HEART to HEART! (Off vocal)
4. (Off Vocal)